# 三井名牌城
三井名牌城，或全称三井奧特萊斯購物城－吉隆坡國際機場雪邦（英語：Mitsui Outlet Park KLIA Sepang）是一家位於馬來西亞雪蘭莪州雪邦縣鄰近吉隆坡國際機場的名牌商城。该商场于2015年5月30日启用。这也是日本知名时尚购物中心三井于东南亚区域的第一座名牌城。2018年2月8日，时任马来西亚交通部长廖中莱为商场第二阶段举行主持开幕仪式。占地达2萬7500平方公尺的第二期商場將设有更多国际品牌，并将現有的2,100個停車位提升至2,600個左右。

## 位置
三井名牌城位于吉隆坡国际机场临近的商业道（Persiaran Komersial）旁，可通过南北大道第二中环衔接大道（ELITE）的吉隆坡国际机场支线前往。此外，吉隆坡国际机场也设有免费接驳巴士服务来往机场和商场，铁路方面最靠近的车站为吉隆坡机场快铁的吉隆坡国际机场站。

## 外部連結
- 官方网站